# Parachernes floridae
Parachernes floridae es una especie de arácnido  del orden Pseudoscorpionida de la familia Chernetidae.

## Distribución geográfica
Se encuentra en Florida en los  Estados Unidos y en Nicaragua.